# Жизнь удалась
«Жизнь удалась» — плакат Андрея Логвина, создан в 1997 году.
Знаковый плакат России девяностых годов XX века — эпохи первичного накопления капитала. Жизнеутверждающий девиз чёрной икрой по фону из красной икры демонстрировал иронию над оптимизмом нового социального класса — молодой российской буржуазии или, как тогда было принято называть, «новых русских». «Жизнь удалась» — одним жестом выхватил самую суть современности.
Это самое известное произведение автора. Плакат опубликован в альбоме «Русский плакат. 100 шедевров за 100 лет». Номинирован на включение в книгу «Phaidon Graphic Classics» о мировых иконах графического дизайна всех времён. По версии журнала «Артхроника» входит в «Топ-10 русских мастерписов рубежа XX—XXI веков». Плакат «Жизнь удалась» находится в собрании Третьяковской галереи, а также в многочисленных частных собраниях.

## Предисловие
Искусство умерло оттого, что утратило смысл и потеряло язык, ему стало нечего и не о чем говорить. От того же недуга скончался и плакат. Последний великий русский плакат (№ 181, завершающий и этот альбом) появился на свет, по словам его автора, случайно. Он выполнен в уникальной технике –  черной икрой по красной икре. Надпись гласит: «Жизнь удалась».  Так говорят напоследок, подводя итог. С этими словами на устах испускают дух…
…Но и время плаката тоже истекло. Всё что можно, он уже сказал, к чему надо было — призвал, перепробовал все языки и истощил все образы. От подробного, любовного, детального изображения конкретных, в реальности существующих предметов, через аллегории, гротеск и символы он ушел к пустоте.
Но «весь он не умрёт», он тут, он есть драгоценная наша история, наше прошлое, наша жизнь со всей её ложью, мишурой и надеждами. Пустоты не бывает, потому что всегда ведь что-то остается, как осталась пыль от погасшего вулкана на питерском небосклоне.
И жизнь ведь и правда удалась, куда же ей деться.
Татьяна Никитична Толстая. Из предисловия к альбому «Русский плакат. Избранное».

## История плаката
Работа совершенно некоммерческая, сделанная по зову души, просто реплика из зала на спектакле Истории. А потом плакат зажил своей жизнью.
Вся история плаката «Жизнь удалась» в двух предложениях автора Андрея Логвина. На первый взгляд простая история — родился и живёт своей жизнью. Но как было сказано, в предисловии, у русского плаката наступили неоднозначные времена.
Современный плакат в России перестал быть плакатом, в том смысле, который в него вкладывается — «сведённое в четкую визуальную формулу сообщение, предназначенное современнику для выводов и конкретных действий». Потому этот плакат такая редкость. «Он вышел в народ», преодолев границы дизайнерского сообщества.( В конце 1990-х плакат «Жизнь удалась» стал настоящим народным хитом . Его можно было встретить почти везде. Плакат радовал каждого , кто его видел. «Россия — читающая нация» — это одно из объяснений популярности плаката.
Век плаката, по определению короток, а «Жизнь удалась» до сих пор живёт
 и множится. Плакат переиздают большими тиражами. Плакат печатают в учебниках по рекламе и дизайну. Его пародируют и цитируют (см. ремейки / пародии).

## Описание плаката

### Метафора
«Жизнь удалась» традиционно можно было сказать только после окончания жизни, когда достижения, а не достаток, символизировали успешность жизни. «Новорусский период» исказил это понятие.

## «Новый русский проект»
Плакат создан как часть «Нового русского проекта», разработанного Андреем Логвиным и Сергеем Логвиным и призванного заниматься исследованием новой русской души.

### Performance «Жизнь удалась!»
14 февраля 1997 — «Жизнь удалась!», performance. Центральный дом художника, Москва.
Во время performance был представлен плакат «Жизнь удалась». На большом бутербродном полотне красной икры художник написал чёрной «Жизнь удалась». Зрители ждали, надеясь попробовать творение. но его закрыли стеклом, как музейный экспонат…

### «The End»
6 ноября 1998 года — «The End». Галерея XL, Москва
Акция «Конец фильма — The end». Посвящённая текущему состоянию общества периода экономического кризиса 1998 года.
В углу галереи стоял телевизор, по которому показывали печальные новостные программы кризисной поры, Экран его был украшен английским словом «The end», написанным красными икринками. Икорный лозунг на фоне новостей как бы навязывал конец какого-то фильма, в котором действовали не по заслугам удачливые герои. Пол галереи устлан плакатами «Жизнь удалась!». Грустный смысл акции был понятен каждому — кончился период сладких грёз новорусской жизни.

## Символизм образа
…ежесекундно доказывать пресловутое «жизнь удалась», и демонстрировать себя на манер рекламного человека-бутерброда, выпячивая напоказ «мерс» с тонированными стеклами и часы за 200 тысяч…
Журналист Леонид Парфенов о наследии девяностых и стилевом пространстве того времени.
Образ плаката «жизнь удалась» с надписью чёрной икрой по красной, традиционно ассоциируется с Россией девяностых годов (до дефолта 1998 года), эпической эпохой, когда, казалось, можно было в одночасье разбогатеть. Образ «жизнь удалась» в особенности связан с новыми русскими, сумасшедшими шальными деньгами (золотые цепи, красные пиджаки, коллекции самых дорогих автомобилей, интерьеры с колоннами), красивой жизнью и дорогим удовольствием. Когда пародируют плакат, то часто стремятся создать ироничный образ шикарной жизни и бешеной роскоши и демонстративного потребления напоказ . Впрочем, также иллюстрируют эйфорию и мечту архетипического и среднестатистического человека.

## Интересные факты
- В конце 1990-х цена плаката на аукционах доходила до 500 $, но частые переиздания снизили цену до стандартной цены за обычный плакат. Коллекционную ценность представляет первый тираж с логотипами «ЛинииГрафик», Водки «Smirnoff», «Русская Аляска» и «Новый русский проект» — спонсоров первой презентации[7].
- Производство шедевра обошлось Логвину в немалые по тем временам деньги — 300 $, которые ушли на покупку настоящей чёрной и красной икры.
- Первый тираж плаката составил 300 экземпляров. Напечатан типографией ЛинияГрафик за свои деньги.
- Плакату присудили приз жюри за «икрамётность» — (именно так он звучал в окончательной формулировке)[19]
- Плакат часто использовался в оформлении разнообразных мероприятий, особенно пользовались популярностью фотографии известных людей на его фоне (Сканированная страница Еженедельного журнала № 24 (75)).
- Плакат также находится в собрании Аллы Борисовны Пугачёвой [7] (фотография)
- Плакат внёс вклад в кулинарию. Существует множество блюд, украшенных икрой и названных в честь плаката (см. ремейки / пародии)

 По версии журнала Артхроника плакат входит в «Топ-10 русских мастерписов рубежа XX—XXI веков»:
- 1. Группа АЕС+Ф «Исламский проект»
- 2. Константин Звездочётов «Артисты-метростроевцы»
- 3. Борис Михайлов «История Болезни»
- 4. Олег Кулик «В глубь России»
- 5. Дмитрий Врубель и Виктория Тимофеева «Путин и чёрный Квадрат»
- 6. Александр Виноградов и Владимир Дубоссарский «Христос в Москве»
- 7. Авдей Тер-Оганьян «Разрубленные иконы»
- 8. Группа «Синие носы» «Эра милосердия»
- 9. Айдан Салахова «Саспенс»
- 10. Андрей Логвин «Жизнь удалась» 

### Экспозиционные проекты (выборочно)
- 2007 — выставка «ЭТО НЕ ЕДА… / CECI N’ EST PAS NOURRITURE…» в фонде «Эра» [20].
- 2004 — выставка «Московский концептуальный плакат 1990-х годов» в Третьяковской галерее [21]
- 2002 — «Логвин, Перет, Плюта, Тартаковер». Музей Плаката, Варшава;
- 2001 — «K.Kujasalo, J.Lin, A.Logvin, R.Tissi». худ. музей Лахти, Финляндия;
- 2001 — «Grafist 5». MSU Tophane i Amire Cultural Center Art Gallery, Стамбул, Турция;
- 2000 — «Graphistes autor du monde». Eshiroles, Франция;
- 2000 — выставка «Госпремия-2000» в ЦДХ
- 1998 — «У. Г. Сато, Коджи Мизутани, Андрей Логвин». Музей Плаката, Варшава;
- 1998 — «Тройка. Китаева. Логвин. Чайка». Совместно с В. Чайкой и Е.Китаевой. DNP Duo Dojima Gallery, Осака, Япония;

### Награды за плакат
- 2000 — Государственная премия Российской Федерации Логвину, Андрею Николаевичу дизайнер-графику, — за серию социальных, культурных и рекламных плакатов 1994—2000 годов. Самый известный[22][23] из серии — плакат «Жизнь удалась» и был представлен на выставке Госпремия-2000 в ЦДХ
- 1998 — Специальный приз жюри конкурса «Печатная реклама» VII Московского Международного фестиваля рекламы.
- 1997 — Третья специализированная выставка «Дизайн и Реклама — 97». Первое место и диплом. Номинация «Лучший дизайн в полиграфии»:

### Анекдоты и мифы о плакате
- Источник вдохновения на создание плаката — анекдот про нового русского[24]:

Новый русский спит в ресторане, за столом, мордой в суповой тарелке с чёрной икрой. Заходит его приятель, видит его, подходит, хлопает по плечу и спрашивает: «Ну, Серёга, как жизнь?».
Тот поднимает на него осоловелые глаза, смахивает икру и говорит: «Удалась!».
- Существует ремейк на плакат и роман Стендаля «Красное и чёрное» (Le Rouge et le Noir) в виде обложки романа Стендаля «Жизнь удалась»

### Одноимённые произведения
- «Жизнь удалась»[25] А. Рубанова — «Эксмо» 2008
- «Жизнь удалась?!» Г. И. Ушеренко [26]
- «Жизнь удалась»[27]

В. Г. Попов Повести и рассказы — Л.: Советский писатель, 1981. — 240 с.
- Спектакль «Жизнь удалась»:[28]

## Ремейки / пародии
- У Красной площади и других туристических местах продают магниты икорные «жизнь удалась»
- Обложка журнала «Пригород» 11 (45) ноябрь 2009. Надпись «Жизнь удалась» кукурузой по зелёному горошку
- Перед быком в костюме блюдо с чёрной икрой, на которой надпись икрой красной «жизнь удалась» Календарь-плакат 2009 года — года Быка. OOO «Орион Консалтинг» Art. 9085 (Жизнь удалась)
- Надпись икрой «Жизнь удалась» использована в обложке Андрея Рубанова для одноименного романа. Дата выхода: 06.05.2008

«Жизнь удалась» — роман о «сытой» жизни девяностых

- Обложка журнала «Корреспондент». На обложке чёрной икрой на красной выложено «жирная жизнь». Тема номера «Украинская роскошь». 2006 (отсканированная обложка)
- Реклама водки «Белая». Бутылка водки на фоне плаката. Скромный ремейк без разрешения автора.(разворот журнал Казахских авиалиний)
- Подарок от дизайнера Владимира Чайки — плакат «Нет счастья в жизни» с надписью красной икрой по чёрной (фотография плаката)
- Билборд в Самаре (фотография), статья

…когда были выборы губернатора Самарской области, была сильная кампания черного пиара против действующего губернатора Константина Титова, который тогда выдвигался на второй срок. Утром в городе появились билборды с надписью «Жизнь удалась» и подпись «Костя Титов».
- Плакат ABSOLЮТ LOGVIN. Самопародия для выставки «Дизайн&Реклама» в ЦДХ:ABSOLЮТ LOGVIN
- Плакат использовали в изготовлении серёжек[30].